# John Amaechi
John Amaechi Ekwugha (pronunciat [ɑmeɪʧi]) (Boston, EUA, 26 de novembre de 1970) És un exjugador de bàsquet britànic de l'NBA que en l'actualitat treballa per a una cadena de televisió al Regne Unit. Al febrer de 2007, Amaechi va anunciar públicament la seva homosexualitat i així es va convertir en el primer jugador associat a l'NBA a fer-ho.

## Inicis
De pare nigerià, va ser criat a Stockport, Anglaterra per la seva mare anglesa. Amaechi es va traslladar als EUA per a jugar a la lliga de bàsquet preuniversitària a St. John's Jesuit High School a Toledo (Ohio). Va començar a jugar a la lliga universitària a la Universitat de Vanderbilt, però fou transferit a la Universitat Estatal de Pennsilvània on va ser seleccionat dues vegades per al Primer Equip Acadèmic All-American.

## Carrera com a esportista professional
El pivot de 2,08 i 122 kg va ser contractat directament pels Cleveland Cavaliers sense passar pel Draft de l'NBA el 1995. Va jugar 28 partits amb els Cavaliers durant la temporada 1995-1996; posteriorment va passar tres anys jugant a Europa, a França (Cholet i Llemotges), Itàlia (Virtus Pallacanestro Bologna), Grècia (Panathinaikos), Anglaterra (Sheffield Sharks), abans de signar un contracte amb els Orlando Magic el 1999.
Després d'una sòlida temporada 1999-2000, en la qual va fer de mitjana 10,5 punts en 21,1 minuts per partit. Amaechi es va fer popular per un gest significatiu: va rebutjar un contracte de 17 milions de Dòlars amb els Lakers de Los Angeles el 2000, a canvi de continuar una temporada més a Orlando per $600,000 a l'any.
Amaechi va anar a jugar amb els Utah Jazz de 2001 a 2003. Va ser intercanviat Per Glen Rice dels Houston Rockets a la meitat de la seva penúltima temporada a l'NBA i, tot i ser un jugador en actiu, no va participar en cap dels partits del seu nou equip. Amaechi va tornar de la seva retirada per a representar Anglaterra durant els Jocs de la Commonwealth a Melbourne, ajudant que l'equip guanyés la medalla de bronze.

## Carrera post-NBA
Amaechi pot ser vist cobrint l'NBA per a la cadena de televisió britànica Five.
A més, Amaechi és amo de Animus Consulting Arxivat 2007-06-03 a Wayback Machine., que gestiona oradors de motivació, i és soci de htm Animus Development, que realitza programes d'entrenament per a executius.
Amaechi també treballa amb la Fundació ABC a Manchester, que anima els nens a fer esport i relacionar-se amb associacions esportives, construint centres esportius per a la joventut de llarg a ample del Regne Unit. El primer d'aquests edificis va ser construït en Manchester, no gaire lluny de la llar de la infància d'Amaechi de Stockport.
En una entrevista a la ràdio, Amaechi va dir que tornaria a la universitat per fer un doctorat de Psicologia. «Vull fer alguna cosa més important en la meva vida», va comentar. Amaechi també va explicar la raó per la qual es va decidir per l'equip d'Orlando el 2000, tot i cobrar molt menys dels 17 milions que li oferien el Lakers; la seva resposta va ser que Orlando l'havia contractat el 1999 quan cap altre equip el volia. «Hi ha molta gent a qui pregunten quant val la seva paraula i quan la gent m'ho pregunta a mi, puc dir almenys 17 milions de dòlars».

## Declaració d'homosexualitat
Al febrer de 2007, Amaechi va parlar sobre la seva homosexualitat al programa Outside the Lines de la cadena de televisió nord-americana ESPN. També va editar un llibre, Man in the Middle (L'home al mig), publicat per ESPN Books (ISBN 1-933060-19-0), en què analitzava la seva carrera i seva vida com un atleta professional dins l'armari. Amaechi és el primer jugador de l'NBA que parla públicament sobre la seva homosexualitat.
Molt pocs esportistes d'equips professionals han sortit de l'armari. Entre els que ho han fet hi ha Esera Tuaolo, Roy Simmons i Dave Kopay exjugadors de la NFL, Ian Roberts de la NRL i Glenn Burke i Billy Bean de les Grans Lligues de Beisbol. Bean va escriure un article d'opinió donant suport a la decisió d'Amaechi.
Cyd Zeigler, cofundador d'Outsports.com, una pàgina web dedicada a la influència homosexual en els esports, va dir, «No crec que [la declaració d'Amaechi] tingui alguna consecuenecia en això», referint-se als negocis d'Amaechi i el seu treball caritatiu. « Hi haurà algú que arrufi el nas» va afegir Zeigler. Zigler va dir que havia llegit una còpia del llibre abans de la seva publicació i havia parlat amb l'autor. Zeigler ha escrit que en una entrevista el 2002, Amaechi va parlar sobre els gais a l'NBA: «Si mires a la nostra lliga, les minories no estan molt ben representades. Gairebé no hi ha jugadors hispànics, cap d'origen asiàtic, de manera que, el que no hi hagi jugadors obertament homosexuals no és realment sorprenent. Seria com un extraterrestre caigut del cel. Hi hauria por, després pànic: simplement no sabrien com reaccionar.»

### Reacció d'altres jugadors
Una resposta a l'anunci d'Amaechi que va rebre molta publicitat va ser la de l'antic jugador de l'NBA Tim Hardaway, que va declarar que ell hagués demanat la retirada d'un jugador gai del seu equip: «Primer, no el voldria al meu equip. Segon, si estigués al meu equip em distanciaria d'ell perquè no crec que això sigui correcte i crec que no hauria de ser al vestidor quan nosaltres hi fossim. Una de les parts ha de cedir, si tens 12 altres jugadors al vestidor que estan incòmodes i no poden concentrar-se i sempre estan preocupats que ell estigui al vestidor o a la pista o el que sigui, serà difícil guanyar i acceptar-lo com a company en equip.»
Alguns jugadors van donar-li suport. Grant Hill ho va fer dient «el fet que John hagi fet això, pot donar a altres la possibilitat o la confiança per sortir de l'armari també, tant si estan jugant com si estan retirats». Steven Hunter va dir que acceptaria a un company obertament homosexual «mentre no intentés lligar amb mi. Mentre vingués a jugar bàsquet com un home i es comportés com una bona persona, no m'importaria». Aquest sentiment va ser repetit per Shavlik Randolph, que va dir que «mentre no intenti lligar amb mi, no m'importa. Quant al negoci, estic segur que podria jugar amb ell. Però crec que es crearia un ambient una mica estrany al vestidor».
Altres jugadors van expressar sentiments creuats. Pat Garrity va avisar que un jugador obertament gai podria trobar-se tant acceptació com hostilitat per part dels seus companys d'equip. Va dir que «hi hauria companys que ho acceptarien per ser bona persona i hi hauria gent que li faria la vida impossible. Crec que això és així si ets un jugador de bàsquet o estàs treballant en una oficina. Així és el món actualment». LeBron James va dir que no podria confiar en un company que estigués a l'armari, dient que «has de ser sincer amb els teus companys d'equip i si ets gai i no ho admets, no ets sincer. Això és el més important entre companys d'equip, tots confiem en els altres... És una qüestió de confiança, de debò. És un gran factor de confiança».